# Tonny
Pour l’article homonyme, voir Tonny (film).
Tonny (en wallon : Toni) est un hameau du village et commune de Sainte-Ode, dans la province de Luxembourg, en Belgique (Région wallonne). Avant la fusion des communes de 1977, Tonny faisait partie de la commune d'Amberloup.

## Étymologie
Le nom de la localité se compose de deux vocables. Le premier viendrait du latin Dunum évoluant en Dun, Don et Ton signifiant Hauteur. Le second Gny ou Ny désignant un Manoir. Vu sa situation géographique, Tonny signifierait : Manoir au pied d'une hauteur.

## Situation
La localité, dont l'habitat est très dispersé, est principalement située le long d'une rue parallèle à l'Ourthe occidentale (rive gauche). Le village d'Amberloup et la route nationale 826 se trouvent sur la rive opposée. Deux ponts partent du village pour franchir l'Ourthe et rejoindre cette route nationale. Sur les hauteurs, au nord-ouest, s'étend la forêt de Freyr.

## Patrimoine
- La forêt de Freyr, qui est le plus grand massif forestier de l’Ardenne belge s'étend immédiatement au nord et à l'ouest de Tonny, qui se trouve à l'intérieur du grand 'parc naturel des Deux Ourthes'. Le hameau se trouve en bordure de l'Ourthe occidentale (rive gauche).
- Plusieurs entreprises commerciales (camping, cultivateurs, éditions, jardinage, kinés, menuiseries, pédicure, photographe) sont installées à Tonny. De nombreux artistes en arts graphiques et en musique y ont pris résidence.